# 横島亜衿
横島 亜衿（よこしま あえり、1999年〈平成11年〉12月17日 - ）は、日本の元女優、元タレントであり、女性アイドルグループ・AKB48の元メンバーである。愛知県名古屋市出身。旧芸名は「横島アエリ」（読み方同じ）。元プラチナムプロダクション所属。

## 略歴
初めは子役としてセントラルジャパンに所属し、2007年4月から2010年6月まで、テレビ愛知のローカル番組『ハヤルンダモン宮殿』に王女役としてレギュラー出演 した他、雑誌『ニコ☆プチ』のカリスマ読者モデル→スーパー読モとしても活動。ニコ☆プチ時代の同僚には日下部美愛、小西梨花がいる。
2013年9月22日、同年11月に初開催となる『AKB48グループ ドラフト会議』の候補者オーディションにおいて、30人の候補生のうちの一人として選出。同年11月10日、グランドプリンスホテル新高輪で行われた『第1回 AKB48グループ ドラフト会議』において、当時チームBのキャプテンだった梅田彩佳が第1巡目で交渉権獲得の札を引き、チームBとの交渉権を獲得した。
2014年1月25日、TOKYO DOME CITY HALLで行われた『AKB48リクエストアワーセットリストベスト200 2014』の3日目公演において、他のドラフト生とともにお披露目され、チームBへの加入を報告。同3月7日、梅田チームBウェイティング公演で劇場デビューしたが、同年の大組閣で倉持明日香 に、さらに2015年からは木﨑ゆりあ にキャプテンが交代しても、チームBに留まり続けた。
2017年1月6日、『僕の太陽』リバイバル公演においてAKB48からの卒業を発表。同年6月5日の木﨑チームB『ただいま恋愛中』公演を最後にAKB48としての活動を終えた。同年10月より芸能事務所「A.M.Entertainment」に所属したが、程なくして退所しフリーで活動。その後2020年12月1日、自身のTwitterでプラチナムプロダクション所属を発表したが、2022年11月末に退所。社会人として勤務している傍ら、AKB48の元メンバーのイベントにゲスト出演し歌とダンスを披露することもある。

## 人物・逸話
- キャッチフレーズは「しいたけ、しめじ、あえりんぎ！」。ドラフト会議では「笑う亜衿に福来る！天真爛漫少女・横島亜衿です。」[動画 1]と言っていた。
- 愛称は「あえりん」だが、ニコ☆プチの同僚だった小西梨花や元NMB48の磯佳奈江は「あえちょ」[14][20] と呼んでいた。
- モノマネが趣味だが、あまり面白くないモノマネが多い[動画 1]。
- 生まれてから血液型を全く知らず、プロフィール上でも血液型を不明としていたが、AKB48卒業を間近に控えた2017年4月4日にB型と判明した[2]。
- 2017年6月15日に下北FMで放送された『DJ Tomoaki's Radio Show!』では、後にプラチナムの同僚となる26時のマスカレイドと共演している[注 2]。
- 大和田南那とは同じ高校（日出高等学校通信課程）[21] の同級生であり、親友である[22][動画 3]。また15期生の大川莉央[注 3]とも仲が良かった[23]。

## AKB48時代の参加曲

### シングル選抜楽曲
- 「ラブラドール・レトリバー」に収録
  - Bガーデン - 「Team B」名義
- 「希望的リフレイン」に収録
  - ロンリネスクラブ - 「Team B」名義
- 「唇にBe My Baby」に収録
  - 金の羽根を持つ人よ - 「Team B」名義
- 「翼はいらない」に収録
  - 恋をすると馬鹿を見る - 「Team B」名義

### アルバム収録楽曲
- 『ここがロドスだ、ここで跳べ!』に収録
  - To goで - 「倉持Team B」名義
- 『0と1の間』に収録
  - ミュージックジャンキー - 「Team B」名義

### その他の参加楽曲
- シングルCD『右足エビデンス』（「藤田奈那」名義、2015年12月23日発売）に収録
  - 君は今までどこにいた? - 「AKB48」名義

### 劇場公演ユニット曲
梅田チームB ウェイティング公演
- アボガドじゃね〜し…（AKB48 2ndアルバム『1830m』）

倉持チームB「パジャマドライブ」公演
- パジャマドライブ

木崎チームB「ただいま恋愛中」公演
- 春が来るまで
- Faint
- 帰郷

リバイバル公演「僕の太陽」
- ヒグラシノコイ
- 向日葵

## 出演

### 映画
- 祭りの後は祭りの前（2020年3月6日公開）[24]
- ブルーヘブンを君に（2021年6月11日公開）[25][動画 4]

### 劇場ドラマ
- 劇ドラ！ 第4弾「ゼロからイチ!! 〜アイドル探偵の奮闘記〜」（2019年4月20日、渋谷シダックスカルチャーホール）[26]

### テレビ番組
- ハヤルンダモン宮殿（2007年4月7日 - 2010年6月26日、テレビ愛知）

### 舞台
- 劇団ドリームプリンセス
  - 白と黒の同窓会〜まさかのダブルブッキング篇〜（2017年10月12日 - 15日、新宿村LIVE）- 環奈 役[27][注 4]
  - 白と黒の忘年会〜納めて初めて仕事篇〜（2017年12月7日 - 10日、新宿村LIVE）- 夢奈 役[28][注 5]
- アサルトリリィ×私立ルドビコ女学院×人狼TLPTS『未来への十字架』（2018年2月2日 - 12日、新宿村LIVE） - 小早川・ヘレナ・佳子 役[29][30]
- 劇団TEAM-ODAC 第29回本公演「HOME〜いつか帰るよ、僕だけのHOME〜」（2018年5月9日 - 14日、紀伊國屋ホール）[31][32]
- GIRLS DREAM PROJECT「POWER OF DREAM」（2018年8月1日 - 31日、NDP STUDIO） - ホノカ 役[33]
- ライヴアクト「命の在り処」（2018年11月24日、池袋Live House Only You SHINING☆劇場） - ユミ 役[34][注 6]
- アリスインプロジェクト「DANCE! DANCE! DANCE! オルタナティブ」（2019年2月9日 - 17日、シアターKASSAI） - 主演・三千院千価 役[36]
- 女神座ATHENA 7th IMPACT「チャイナ・ディフェクション〜天冥争覇〜」（2019年8月15日 – 18日、コフレリオ新宿シアター） - ズウォラ 役[37][注 7]
- アリスインプロジェクト名古屋公演「クォーツゲート〜裏庭には秘密が眠っている〜」（2020年10月29日 - 11月1日、名古屋市千種文化小劇場） - 田口美琴 役[39][40]

### 映像作品
- 疋田星奈のビッグバスクール（2018年12月7日、株式会社シーオーツー）[動画 5]

### カタログモデル
- Diable（ディアブル）[4][41][動画 6]

### イベント
- 名古屋コレクション 2013 S/S （2013年2月23日、愛知県体育館）[41]

## 書籍

### 雑誌
- ニコ☆プチ（新潮社）カリスマ読者モデル→スーパー読モ